# Borik (Banja Luka)

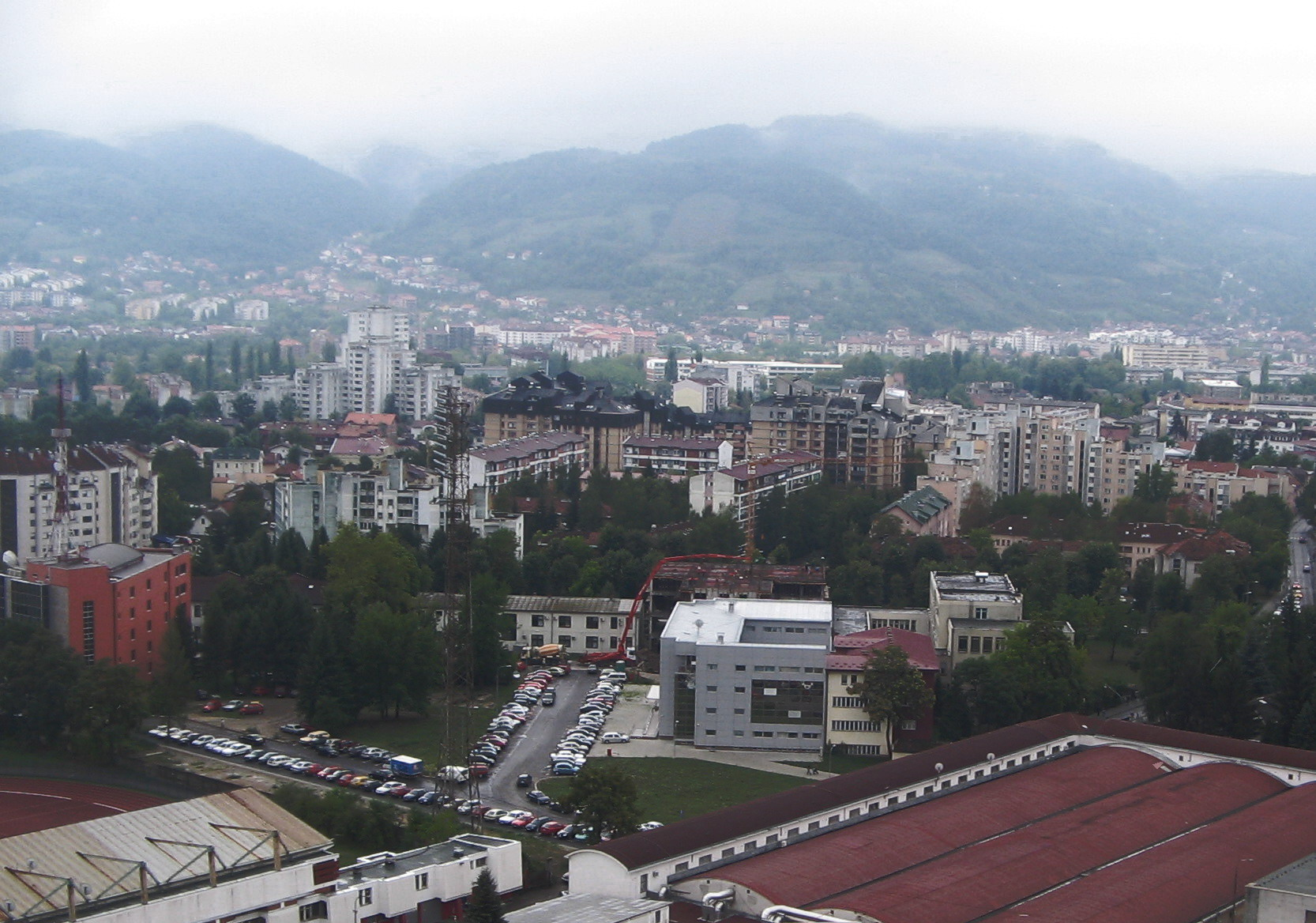
Borik

Borik (serbisch-kyrillisch Борик) ist ein Stadtteil von Banja Luka in der Republika Srpska, Bosnien und Herzegowina. Er liegt am linken Ufer des Flusses Vrbas und hatte 11.854 Einwohner (Stand 1991). Der Stadtteil ist in Borik I (im Westen) und Borik II (im Osten) unterteilt.

## Geschichte
Borik wurde nach dem schweren Erdbeben in Banja Luka im Oktober 1969 angelegt. Der Stadtteil wurde speziell für Menschen geplant und gebaut, die durch das Erdbeben ihre Wohnungen verloren hatten. Die Bebauung erfolgte im brutalistischen Architekturstil, der für die sozialistische Planungsphase typisch war.

## Sport und Kultur
Ein bedeutendes Bauwerk ist die 1974 eröffnete Sporthalle, eine der größten und wichtigsten Sportstätten in Banja Luka und im früheren Jugoslawien. Sie wurde 1972 begonnen und bietet Platz für zahlreiche Sportveranstaltungen und kulturelle Events.